# 阿列利
阿列利是意大利阿布鲁佐大区基耶蒂省的一个镇。